# 亞布盧尼夫 (古西亞京區)
49°8′35″N 25°50′42″E / 49.14306°N 25.84500°E
亞布盧尼夫（烏克蘭語：Яблунів），是烏克蘭的村落，位於該國西部捷爾諾波爾州，由喬爾特基夫區負責管轄，處於尼奇拉瓦河畔，距離科佩欽齊3公里，始建於1414年，面積4.92平方公里，2001年人口1,910。